# Melocactus harlowii
Melocactus harlowii é uma espécie botânica de plantas da família das Cactaceae. É endêmica de Cuba. É uma espécie rara na vida silvestre.
É uma planta perene carnuda e armados com espinhos globosa, de cor verde e com as flores de cor vermelha.

## Sinonimia
- Cactus harlowii
- Melocactus acunae
- Melocactus borhidii
- Melocactus evae
- Melocactus nagyi
- Melocactus radoczii